# 肖麗章
肖麗章（1879年—1968年），原名古錦文，活躍於20世紀30年代的粵劇男花旦，與白玉棠一同服務「興中華劇團」，有「聲皇」之美譽，天生一副玉喉，他極少使用花腔，歌聲高亢瞭亮，珠落玉盤，非常動聽。太平洋戰爭前夕，已赴美國登臺演出，其後歸化入籍成為美國公民，在夏威夷州檀香山經營「天天茶座」。
1930年2月居住在九龍九龍塘金巴倫道11號。
1934年5月3日(星期四)居住在「希路活道」35號的繼室潘麗芬被控蓄婢未註冊，主控官檢控她在1931年當肖麗章的髮妻病逝後，她購買一名婢女，又未有向香港政府註冊。惟姑念該名婢女在肖麗章的住宅裡「好衣好食、待遇頗好」，衹輕判罰款港幣25元。
1941年與妻子潘麗芬居住在九龍尖沙嘴山林道，他在美國演出期間，寄出航空信給妻子潘麗芬，途中被歹徒竊去，更改字句，騙得潘麗芬即交港幣800元給送信歹徒婚禮之用